# Згода (Ловицький повіт)
Згода (пол. Zgoda) — село в Польщі, у гміні Беляви Ловицького повіту Лодзинського воєводства.
Населення — 90 осіб (2011).
У 1975-1998 роках село належало до Скерневицького воєводства.

## Демографія
Демографічна структура станом на 31 березня 2011 року:
|          | Загалом | Допрацездатний вік | Працездатний вік | Постпрацездатний вік |
| -------- | ------- | ------------------ | ---------------- | -------------------- |
| Чоловіки | 45      | 10                 | 29               | 6                    |
| Жінки    | 45      | 9                  | 23               | 13                   |
| Разом    | 90      | 19                 | 52               | 19                   |